# Пальмира (район)
Тадмор (араб. تدمر‎) или Пальмира — район (минтака) в составе мухафазы Хомс, Сирия. Административным центром является город Тадмор.

## География
Район расположен в восточной части мухафазы Хомс. На востоке граничит с мухафазой Дейр-эз-Зор, на юге с мухафазой Дамаск, Иорданией и Ираком, на западе с районами Хомс и Эль-Мухаррам, а на севере с мухафазами Хама и Эр-Ракка.

## Административное деление
Район разделён на 2 нахии.
| Нахия    | Административный центр | Население (2004 г.), чел. | Карта |
| -------- | ---------------------- | ------------------------- | ----- |
| Тадмор   | Тадмор                 | 55 062                    |       |
| Эс-Сухне | Эс-Сухне               | 21 880                    |       |